# Pseudopedaria grossa
Pseudopedaria grossa là một loài bọ cánh cứng trong họ Bọ hung (Scarabaeidae).